# Kerk van Ulrum
De kerk van Ulrum dateert uit de eerste helft van de dertiende eeuw. Het gebouw geldt als een voorbeeld van de vroege romanogotiek, waarbij de meest westelijke travee nog overwegend romaans is.
Bij de reductie van Groningen ging de van oorsprong katholieke kerk over naar de hervormden. Vanuit deze kerk begon Hendrik de Cock de Afscheiding van 1834

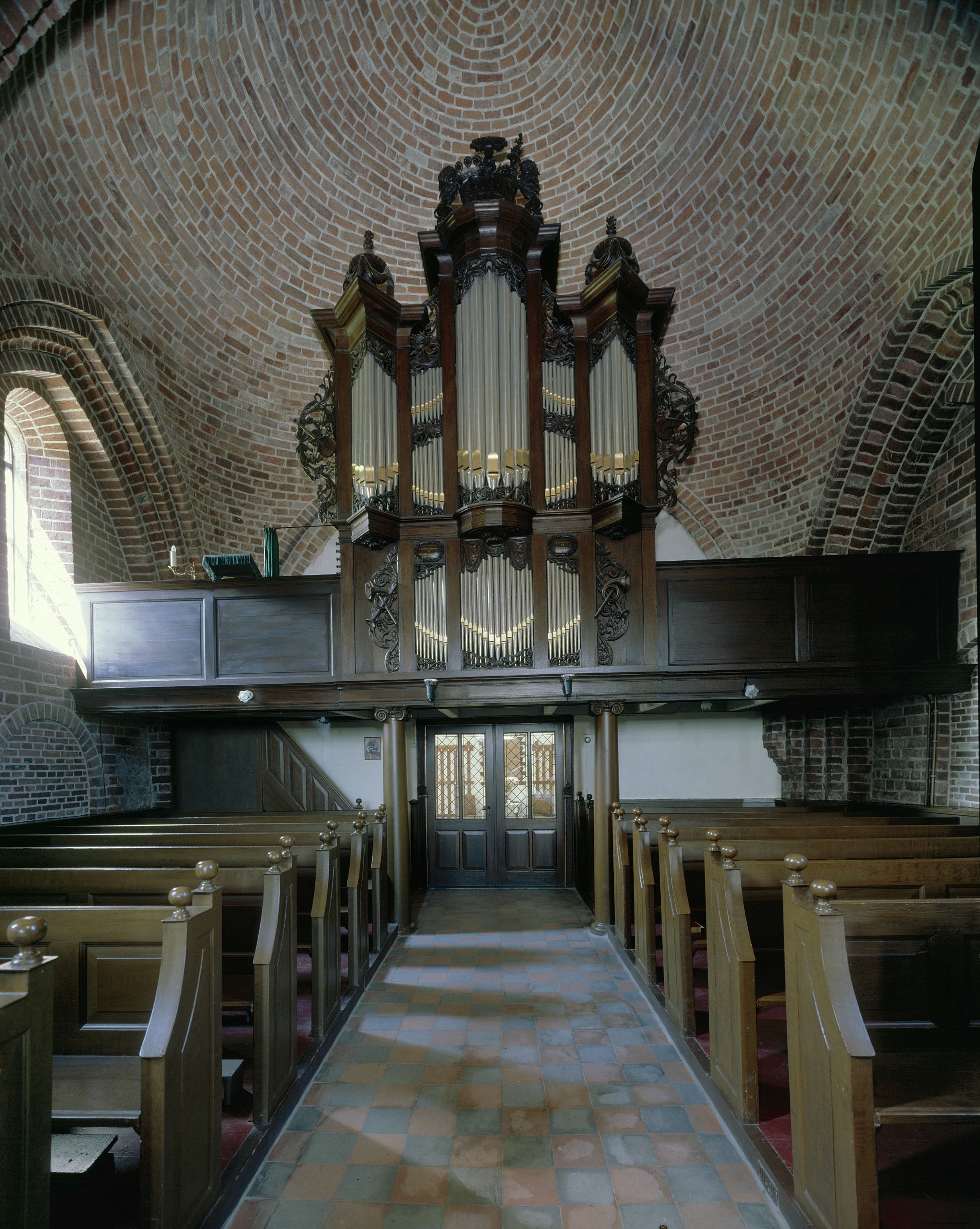
Het Lohmanorgel uit 1807

Het orgel is in 1807 gebouwd door Nicolaus Anthony Lohman en is vermoedelijk het oudste instrument van de orgelbouwersfamilie Lohman dat in Nederland bewaard gebleven is. Het heeft één manuaal, 10 registers en een aangehangen pedaal.